# Equipe gabonesa na Copa Davis
A equipe gabonesa na Copa Davis representa o Gabão na Copa Davis, principal competição de tênis masculina por equipes do mundo. É administrada pela Fédération Gabonaise de Tennis.